# Martin Ziguélé
Martin Ziguélé (Paoua, 12 de fevereiro de 1957) é um político centro-africano. Foi primeiro-ministro da República Centro-Africana de 2001 a 2003. Ele também ficou em segundo lugar nas eleições presidenciais de 2005.